# 2001 en Grèce
Chronologie de la Grèce
- 1997
- 1998
- 1999
- 2000
- 2001
- 2002
- 2003
- 2004
- 2005

Cette page concerne les évènements survenus en 2001 en Grèce  :

## Évènement
- 18 mars : Recensement de la population.
- 17 avril : Amendement de la Constitution grecque (en).
- juillet : Arrestation de Calle Jonsson (en), sur l'île de Kos, pour une tentative de meurtre.

## Cinéma - Sortie de film
- 9-18 novembre : Festival international du film de Thessalonique.
- 15 août
- Thelma

## Sport
- Organisation des championnats du monde de karaté juniors et cadets à Athènes.
- 3-12 août : Participation de la Grèce aux Championnats du monde d'athlétisme (en) à Edmonton au Canada.
- 2-15 septembre : Participation de la Grèce aux Jeux méditerranéens (en) à Tunis.
- 6-9 décembre : Organisation des championnats du monde de lutte gréco-romaine à Patras.
- Championnat de Grèce de basket-ball 2000-2001 (en)
- Championnat de Grèce de football 2000-2001
- Championnat de Grèce de football 2001-2002
- Coupe de Grèce de football 2000-2001 (en)
- Coupe de Grèce de football 2001-2002 (en)
- Arrêt de l'Open des seniors grecs (en), golf.

## Création
- Aéroport international d'Athènes Elefthérios-Venizélos
- Comité paralympique hellénique (en)
- Gauche ouvrière internationaliste
- Liaison HVDC Italie-Grèce, liaison monopolistique par câble électrique sous-marin entre l'Italie et la Grèce.
- Mouvement des citoyens libres (en)
- Musée ferroviaire de Thessalonique (en)
- Musée juif de Thessalonique

## Dissolution
- Aéroport international d'Hellinikon
- Cronus Airlines, compagnie aérienne.
- Galaxy Airways (en), compagnie aérienne.

## Naissance
- Álex Antetokoúnmpo, basketteur.
- Stérgios-Mários Bílas, nageur.
- Yórgos Liávas, footballeur.
- Apóstolos Papastámos, nageur.

## Décès
- Kóstas Hadzichrístos, acteur, réalisateur, metteur en scène et producteur.
- Stelios Kazantzidis, chanteur.
- Panayótis Lambrías, personnalité politique.
- Marguerite Libéraki, écrivaine, dramaturge et scénariste.
- Aristídis Móschos, musicien et compositeur.